# Nguyễn Văn Phùng
Nguyễn Văn Phùng (sinh ngày 25 tháng 12 năm 1938) là một nhà giáo; nhà báo người Việt Nam dưới bút danh Ngân Sơn. Ông từng giữ nhiều chức vụ quan trọng trong Ban tuyên giáo Tỉnh uỷ tỉnh Nghệ Tĩnh (sau này là tỉnh Nghệ An), Ban tuyên giáo Tỉnh uỷ Sơn La. Ông nguyên là Giám đốc Đài Phát thanh và Truyền hình Nghệ An.

## Tiểu sử
Ông sinh ngày 25 tháng 12 năm 1938 tại xã Quỳnh Bá, huyện Quỳnh Lưu, tỉnh Nghệ An trong một gia đình gồm 5 người con. Lớn lên trong gia đình nông dân nghèo nhưng sớm được tiếp xúc với giáo dục nên năm lên 6 tuổi, ông được theo học lớp Đồng ấu của trường Pháp Việt (1944). Sau cách mạng Tháng Tám, ông tiếp tục theo học hệ giáo dục mới đến năm 1951, ông tốt nghiệp chương trình tiểu học (lớp nhất).
Thời gian học tiểu học ông đã tham gia nhiều hoạt động phong trào thiếu nhi cứu quốc ở địa phương. Từ năm 1952-1956, ông theo học trường Trường phổ thông cấp 2 huyện Quỳnh Lưu ở quê nhà. Trong thời gian này, ông đã tham gia nhiều phong trào và hoạt động ở địa phương trong dịp hè như Bình dân học vụ, tính thuế nông nghiệp, tham gia làm đường Quốc lộ 37 và đào Kênh nhà Lê ở Quỳnh Thọ để phục vụ quân sự phối hợp với tổng phản công đánh thực dân Pháp ở các chiến trường.
Tháng 9 năm 1956, ông theo học trường Sư phạm Liên khu 4 do thầy Nguyễn Văn Sỹ làm hiệu trưởng. Ông làm lớp trưởng lớp 16 do thầy Trần Đình Tiêu làm chủ nhiệm. Ngoài ra ông còn tham gia Ban thường vụ Đoàn trường (1956-1957). Tháng 6 năm 1957, ông được cử làm đại biểu lên thăm bác Hồ trong dịp Người về thăm quê.

## Quá trình công tác
Ngày 15 tháng 8 năm 1953, ông gia nhập Đoàn thanh niên Cứu quốc và được bầu làm Bí thư Chi đoàn Thanh niên Cứu quốc trường phổ thông cấp 2 huyện Quỳnh Lưu. Ông được kết nạp vào Đảng Cộng sản Việt Nam vào ngày 25 tháng 12 năm 1959 tại Đảng bộ xã Quỳnh Hoa. Từ đó ông đã giữ rất nhiều chức vụ quan trọng  của Đảng và các đoàn thể.
Sau khi tốt nghiệp trường Sư phạm Liên khu 4, ông được Ty giáo dục Nghệ An bố trí về làm giáo viên trường tiểu học xã Quỳnh Bá (1957-1959). năm 1959-1960, ông được Phòng giáo dục huyện Quỳnh Lưu điều về dạy tại trường tiểu học xã Quỳnh Hoa. Trong thời gian dạy học ở đây, ông tham gia Ban chấp hành xã đoàn và Ban chấp hành huyện đoàn Quỳnh Lưu.
Năm 1960-1961, Ty giáo dục Nghệ An tiếp tục chỉ định ông đi học tại trường Trung cấp Sư phạm Nghệ An. Tại đây ông tham gia Ban chấp hành đoàn trường. Ông là đaị biểu đi dự hội nghị cải tiến công cụ toàn miền Bắc tổ chức ở Thanh Nam cùng với thầy Lê Văn Đệ. Tháng 7 năm 1961, sau khi tốt nghiệp ra trường, Tỉnh ủy Nghệ An đã điều động ông về công tác tại ban thiếu niên học sinh tỉnh Nghệ An.
Năm 1962, ông được cử đi học công tác thanh thiếu niên tại trường Điện ảnh Cổ Loa, Đông Anh, Hà Nội.
Tháng 8 năm 1965, ông là Phó ban thiếu niên học sinh, Ủy viên ban chấp hành tỉnh đoàn. Ông được đề bạt làm Ủy viên thường trực Ủy ban thiếu niên nhi đồng tỉnh Nghệ An
Trong thời gian công tác ở Tỉnh đoàn Nghệ An, ông đã tham mưu đề xuất và tổ chức thành công 3 sự kiện lớn: "Triển lãm Thiếu nhi Nghệ An với 5 điều Bác Hồ dạy", Đại hội Cháu ngoan Bác Hồ tỉnh Nghệ An lần thứ nhất (12 tháng 9 năm 1964) ở trường Nông lâm Nghi Kim và Đại hội Cháu ngoan Bác Hồ tỉnh Nghệ An lần thứ hai (26 tháng 3 năm 1967) ở xã Kim Liên, Nam Đàn.
Tháng 10 năm 1967 đến tháng 10 năm 1969, ông được tỉnh cử đi học trường Sư phạm Hà Nội 1. Thời gian này Đế quốc Mĩ ném bom miền Bắc rất ác liệt, nhà trường phải sơ tán về vùng Đoàn Đào, huyện Phù Cừ, tỉnh Hưng Yên, sau về vùng Thượng Cát, Từ Liêm, Hà Nội.
Tốt nghiệp Đại học sư phạm, ông được tỉnh điều về công tác ở Ban Tuyên giáo tỉnh ủy Nghệ An, chuyên viên khoa giáo theo dõi ngành giáo dục, y tế do ông Nguyễn Văn Giản làm trưởng ban. Thời gian này tỉnh ủy sơ tán về xã Hiến Sơn, huyện Đô Lương.
Năm 1970 ông được cử đi bồi dưỡng 3 tháng về công tác khoa giáo ở Đại Mỗ, Từ Liêm, Hà Nội.
Tháng 9 năm 1975, ông được cử đi học trường Nguyễn Ái Quốc 1 ở Hải Dương. Ông được bầu làm bí thư chi bộ 5. Tháng 9 năm 1977, sau khi tốt nghiệp ra trường, ông được bố trí về Ban Tuyên giáo Tỉnh ủy Nghệ Tĩnh phụ trách tuyên truyền thời sự, văn hóa văn nghệ (lúc này đã sáp nhập hai tỉnh Nghệ An và Hà Tĩnh thành tỉnh Nghệ Tĩnh)
Để đối phó với chiến tranh xâm lược ở hai đầu biên giới, theo lệnh khẩn cấp của trung ương, ngày 18 tháng 6 năm 1978, Nghệ Tĩnh đã điều động 84 cán bộ chính trị tăng cường cho tỉnh Sơn La. Tỉnh ủy Nghệ Tĩnh đã quyết định cử ông làm trưởng đoàn.
Từ năm 1978-1981, ông làm Trưởng phòng tuyên truyền và đến tháng 1 năm 1982, ông được tỉnh đề bạt làm Phó ban thường trực Tuyên giáo tỉnh ủy Sơn La. Ông còn tham gia đảng ủy khối dân chính Đảng và trực tiếp làm bí thư chi bộ nhiều khóa.
Tháng 7 năm 1984, ông được tỉnh cử đi học Trường quản lý Kinh tế trung ương tại quận 10, Thành phố Hồ Chí Minh.
Ở tỉnh ủy  Sơn La, ông đã cùng các bác Nguyễn Đình Lực, Lường Long (Trưởng ban) lãnh đạo ban tuyên giáo hoàn thành xuất sắc nhiệm vụ chính trị. Ông đã góp phần đáng kể vào việc bồi dưỡng đào tạo một số cán bộ trẻ trong ban trưởng thành cán bộ cốt cán sau này như Tòng Thị Phóng, Thào Xuân Sùng, Cầm Thị Phụi, Lò Văn Hiến, Hoàng Tuyên, Cao Minh Châu.
Ngày 6 tháng 1 năm 1986, ông được hai tỉnh đồng ý cho chuyển về quê công tác ở ban tuyên giáo Tỉnh ủy Nghệ Tĩnh.
Ngày 4 tháng 2 năm 1987, ông được tỉnh ủy Nghệ Tĩnh bổ nhiệm làm Phó ban thường trực ban Tuyên giáo do ông Đặng Duy Báu làm trưởng ban.
Ngày 10 tháng 11 năm 1988, ông được tỉnh cử tham gia đoàn đại biểu tỉnh Nghệ Tĩnh do ông Nguyễn Văn Giản - Chủ tịch UBND tỉnh làm trưởng đoàn sang dự lễ kỉ niệm 70 năm Cách mạng tháng mười Nga và thăm tỉnh Ulyanovsk, quê hương của Lenin.
Tháng 10 năm 1991, tỉnh Nghệ Tĩnh chia làm 2 tỉnh, ông được bổ nhiệm làm Bí thư Ban cán sự, Bí thư đảng ủy, Giám đốc kiêm Tổng biên tập Đài Phát thanh và Truyền hình Nghệ An
Tháng 12 năm 1994, ông tham gia đoàn cán bộ ngành truyền hình của Việt Nam sang tham quan, nghiên cứu nghiệp vụ tại Thái Lan và tham gia lớp bồi dưỡng nghiệp vụ báo chí do hội Nhà báo Việt Nam và Đại sứ quán Pháp tại Hà Nội tổ chức.
Ngoài ra ông còn được học tập và nghiên cứu dài ngày tại Học viện kinh tế trung ương khóa 9 năm 1984 và Học viện Hành chính quốc gia khóa 1994 về quản lý hành chính nhà nước.
| Thời gian       | Chức vụ (Đảng, chính quyền, đoàn thể,...)                                                                         | Đơn vị công tác                                                | Số năm giữ chức vụ |
| --------------- | --- | -------------------------------------------------------------- | ------------------ |
| 1950-1952       | Đội trưởng Đội thiếu niên Tiền phong                                                                              | Đội thiếu niên tiền phong xã Quỳnh Bá                          | 2 năm              |
| 8/1953-1954     | Bí thư chi đoàn Thanh niên cứu quốc                                                                               | Trường phổ thông cấp 2 huyện Quỳnh Lưu                         | 1 năm              |
| 1954-1956       | - Bí thư đoàn trường - Thường vụ đoàn                                                                             | - Trường phổ thông cấp 2 huyện Quỳnh Lưu - Huyện đoàn Quỳnh Bá | 2 năm              |
| 9/1956-9/1957   | Thường vụ đoàn trường                                                                                             | Trường sư phạm Liên khu 4                                      | 1 năm              |
| 9/1957-9/1960   | - Ủy viên ban Chấp hành huyện đoàn - Quyền hiệu trưởng trường tiểu học xã Quỳnh Hoa                               | - Huyện đoàn huyên Quỳnh Lưu - Trường tiểu học xã Quỳnh Hoa    | 3 năm              |
| 9/1960-6/1961   | Trưởng lớp A-Xã hội                                                                                               | Trường sư phạm cấp hai Nghệ An                                 | 1 năm              |
| 1961-1969       | Phó ban thiếu niên học sinh, Ủy viên ban chấp hành tỉnh đoàn, thường trực Ủy ban Thiếu niên nhi đồng tỉnh Nghệ An | Tỉnh đoàn Nghệ An                                              | 9 năm              |
| 10/1967-10/1969 | Lớp trưởng đoàn K3, bí thư Chi bộ nhà trường                                                                      | Trường Đại học Sư phạm Hà Nội 1                                | 2 năm              |
| 11/1969-9/1975  | Chuyên viên Ban tuyên giáo Tỉnh ủy                                                                                | Tỉnh ủy Nghệ An                                                | 6 năm              |
| 9/1975-9/1977   | Bí thư chi bộ chi 5                                                                                               | Trường Nguyễn Ái Quốc 1 TW                                     | 2 năm              |
| 9/1977-5/1978   | Chuyên viên Ban tuyên giáo Tỉnh ủy                                                                                | Tỉnh ủy Nghệ Tĩnh                                              | 1 năm              |
| 6/1978-10/1985  | Trưởng đoàn cán bộ tỉnh Nghệ Tĩnh tăng cường Tây Bắc - Phó ban thường trực, ban Tuyên giáo                        | Ban Tuyên giáo Tỉnh ủy tỉnh Sơn La                             | 7 năm              |
| 2/1987-5/1991   | Phó ban trực kiêm bí thư chi bộ, ban Tuyên giáo tỉnh ủy; Ủy viên Ban chấp hành Đảng bộ các cơ quan cấp tỉnh       | Ban Tuyên giáo tỉnh ủy tỉnh Nghệ Tĩnh                          | 4 năm              |
| 6/1992-3/1996   | Bí thư Ban cán sự, Bí thư đảng ủy, Giám đốc kiêm Tổng biên tập                                                    | Đài Phát thanh và Truyền hình Nghệ An                          | 4 năm              |

Sau khi ông về hưu vào tháng 4 năm 1996, ông còn tham gia Hội cựu giáo chức tỉnh Nghệ An và là thường trực Hội cựu giáo chức Nghệ An khóa 1. Ông cũng là Trưởng ban liên lạc Cựu cán bộ Nghệ Tĩnh công tác tại Sơn La và Ban liên lạc cựu giáo sinh trường sư phạm Liên khu 4.

## Tác phẩm

### Sách
- Lịch sử xã Quỳnh Bá (2002), Nhà xuất bản Nghệ An ấn hành, cùng với các tác giả khác như Võ Văn Hoành, Võ Văn Tiếp, Ngô Văn Phú,...[24][25]

### Bài báo
- Nguyễn Văn Phùng (tháng 9 năm 1996). "Nghĩ về những bước đi". Phát thanh - Truyền hình Nghệ An. Vinh: Nhà xuất bản Nghệ An. tr. 13–14.
- Nguyễn Văn Phùng (2004). "Chống tham nhũng – một việc làm chẳng mấy thuận lợi". Phát thanh - Truyền hình Nghệ An vững bước trên con đường phát triển. Hà Nội: Nhà xuất bản Lao động - Xã hội. tr. 98-100.

## Khen thưởng
- Huân chương Lao động hạng 2.
- Huy hiệu 60 năm tuổi Đảng[Chú giải 2]
- Huân chương kháng chiến chống Mỹ cứu nước hạng nhì[Chú giải 3]
- Huy chương kháng chiến hạng nhất- Gia đình có công với cách mạng[Chú giải 4]
- Huy chương Vì thế hệ trẻ
- Huy chương Vì sự nghiệp Văn hóa tư tưởng của Đảng
- Huy chương vì sự nghiệp báo chí Việt Nam; Vì sự nghiệp Tiếng nói Việt Nam; Vì sự nghiệp Truyền hình Việt Nam
- Huy chương vì sự nghiệp xây dựng và phát triển tỉnh Sơn La
- Bằng khen Trung ương Đoàn TNCS Hồ Chí Minh; Trung ương hội cựu giáo chức Việt Nam; Chủ tịch UBND tỉnh Nghệ An
- Kỉ niệm chương Trung ương Đoàn TNCS Hồ Chí Minh; Tuyên giáo; Báo chí; Phát thanh-Truyền hình; Giáo dục;...